# خروپاچوو
خروپاچوو (به لهستانی:  Chropaczów) یک منطقهٔ مسکونی در لهستان است که در اشفینتوخوویتسه واقع شده‌است. خروپاچوو ۱۲٬۵۸۹ نفر جمعیت دارد.